# Milly-sur-Thérain
 Milly-sur-Thérain  ist eine französische Gemeinde mit 1.878 Einwohnern (Stand 1. Januar 2022) im Département Oise in der Region Hauts-de-France. Sie gehört zum Arrondissement  Beauvais und zum Kanton Beauvais-1.

## Geographie

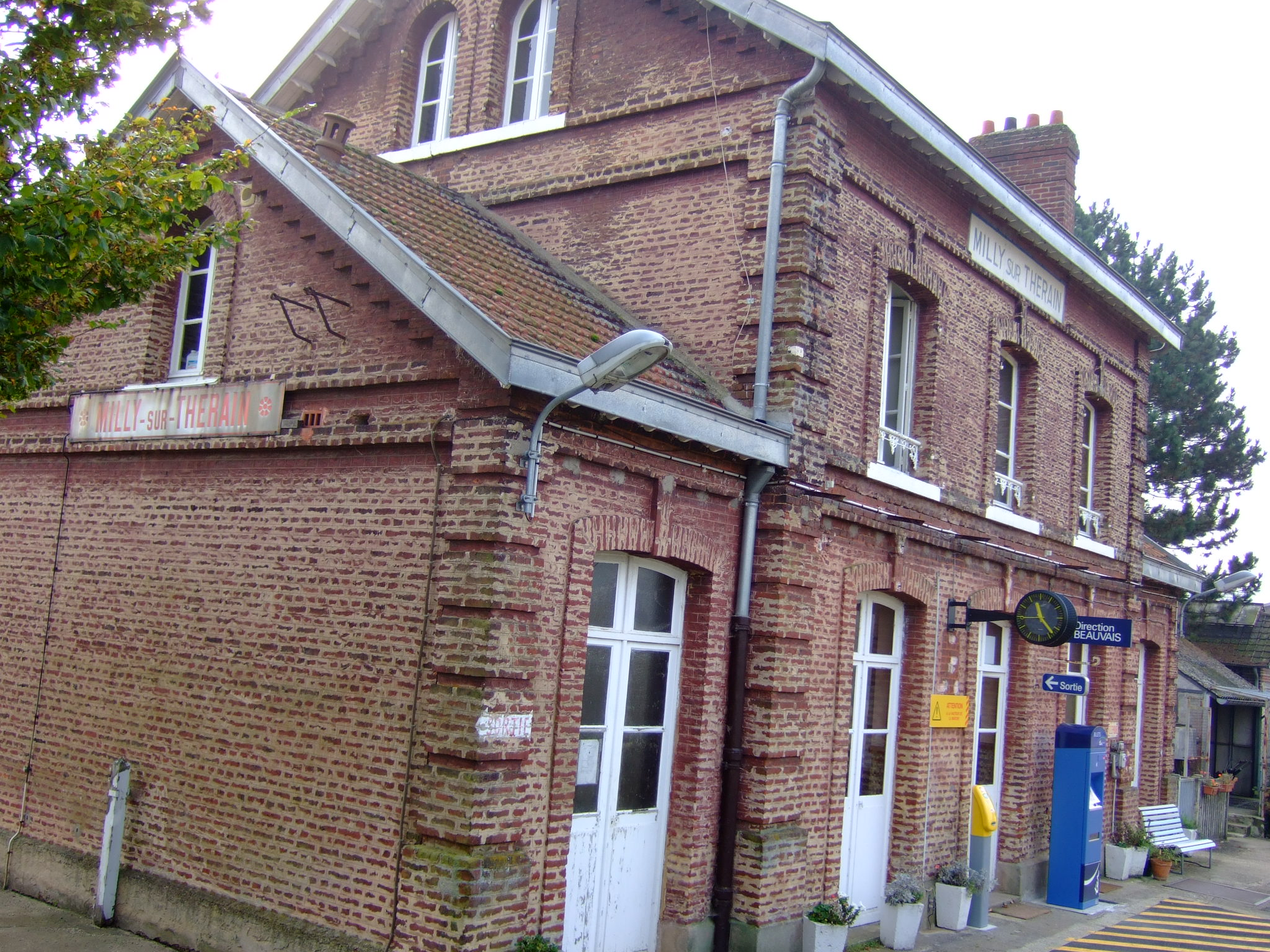
Bahnhof

Die Gemeinde liegt am Ufer des Flusses Thérain, in den hier der linke Zufluss Petit Thérain mündet, und an der Bahnstrecke von Beauvais nach Le Tréport; die Zweigstrecke nach Formerie, die weitgehend dem Lauf des Thérain folgte, ist abgebaut. Den Osten des Gemeindegebiets durchzieht die frühere Route nationale 1. Ortsteile von Milly-sur-Thérain sind Campdeville, Courroy, Moimont, Les Forges, Bury, Les Cardonnettes und Beaupré.

## Einwohner
| 1962 | 1968 | 1975 | 1982 | 1990 | 1999 | 2006 | 2011 |
| ---- | ---- | ---- | ---- | ---- | ---- | ---- | ---- |
| 988  | 947  | 1022 | 1297 | 1421 | 1520 | 1628 | 1668 |

## Verwaltung
Bürgermeister (maire) ist seit 2014 Jean-Jacques Philippart.

## Sehenswürdigkeiten
- Kirche Notre-Dame und Saint-Nicolas[1]